# Автоматическое написание музыки
Автоматическое написание музыки — методика использования алгоритмов для создания музыкальных произведений.
Алгоритмы (или, по крайней мере, формальные наборы правил) издавна использовались при сочинении музыки. Например, построение голосоведения в контрапункте часто может быть задано алгоритмом. Тем не менее термин «автоматическое написание музыки» обычно используется для процедур написания музыки без человеческого вмешательства: путём введения случайности и использования компьютеров. За основу часто берутся клеточные автоматы, цепи Маркова, фракталы, а также базы данных. 
Любое построение мелодий является объектом изучения гармонии, предмета на 1—2 курсах высших музыкальных учреждений, что может быть также использовано для основы автоматизации. Учитывая то, что великие музыканты и преподаватели использовали интервалы и законы гармонии для многочасовой импровизации, современное искусство возможно перейдет на следующую ступень и заменит компьютерным вычислением интервалов всю умственную и ручную работу. 
В современной музыке существуют музыкальные редакторы для быстрой и удобной работы с написанием музыки: Guitar PRO, MuseScore, Finale и другие, которые помогают автоматизировать процесс написания. Например, транспонировать произведение с одной тональности в другую, построить аккорд имея главную ступень или заданную тональность, достаточно качественно передать звучание пьесы на каждом из музыкальных инструментов.
Иногда автоматически написанная музыка служит как творческое вдохновение.